# Armand Frydman
Pour les articles homonymes, voir Frydman.
Armand Frydman est auteur compositeur, pianiste et chanteur français.

## Biographie

### Formation
Armand Frydman étudie le piano aux côtés des pianistes Colette Zerah (de 1968 à 1972) et Yvonne Loriod (de 1970 à 1971). Il étudie la composition avec Pierre Jansen (de 1970 à 1973) et devient son assistant sur l’enregistrement de plusieurs musiques de films.

### Carrière
Au début des années 1990, Armand Frydman collabore avec le duo de réalisateurs Joëlle Bouvier et Régis Obadia pour la composition de musique de courts-métrages notamment La Noce qui est nommé en 1991 au Festival de Cannes. Il reçoit le prix Musique du festival du court de Villeurbanne pour cette bande originale.
C’est en 1998 qu’il compose un disque de musique classique, Atlas, avec le violoniste tchèque Joseph Suk, le flûtiste français Christian Lardé ainsi que l’orchestre du Bolchoï.
Il s’installe à Barbizon en 1995 et épouse la danseuse et actrice argentine Virginia Galvan. Ils proposent ensemble l’album Tango Amor en 2014. La voix de violoncelle de Virginia est accompagnée par le piano d’Armand.
Ses compositions sont également utilisées à l’image et se retrouvent dans des émissions telles que The World Greatest Magic 3 présentée par John Ritter en 1996, dans des films comme Darling de Johan Kling (2007), Xtrems d’Abel Folk (2009) ou encore dans des séries telles que Larry et son nombril (2002 – 2021) ou bien Velvet (2013 – 2016).

### Prix et récompense
- 1991 : Prix Musique Festival Villeurbanne pour la bande originale du court-métrage La Noce

## Discographie

### Musique classique contemporaine
- 1998 : Atlas[5]

### Chansons
- 2015 : D’amour, d’embruns et d’étoiles
- 2021 : La DK danse
- 2022 : Heureux mortels

### Musique de film
- 1988 : Quand je serai jeune de Yann Dedet
- 1990 : La lampe de Joëlle Bouvier et Régis Obadia
- 1991 : La Noce de Joëlle Bouvier et Régis Obadia
- 1992 : L'étourdi de Jean-Claude Baumerder
- 1994 : La Peau de Gilles Moisset
- 2013 : L'invention de l'Occident de Pierre-Henri Salfati

### Compositeur – arrangeur
- 1984 : Bonsoir à tous encore bravo ! par Talila
- 1986 : Métisse par Charley
- 1996 : Bonne année meilleurs souhaits par les Chérubins
- 2008 - Worlchild[6]

### Arrangement et production
- 2014 -Tango Amor avec Virginia Galvan au chant[3]

### Librairies musicales
- 1986 - Cellophony, Koka Media KOK 47 en collaboration avec Denis Van Hecque (violoncelle)
- 1987 - Saxo Folies, Koka Media KOK 60 en collaboration avec Didier Malherbes
- 1987 - Eurêka, Koka Media KOK 58
- 1989 - Éléments, Koka media KOK 2020
- 1990 - Zapping, Koka média KOK 2035
- 1991 - World Percussions, Koka Media KOK 2078 en collaboration avec Denis Hekimian
- 1994 - The rock kit, Koka média KOK 2092, en collaboration avec Georges Bodossian
- 1997 - Frydman news, Éditions 4/4, Rmp 006
- 1998 - Smile, Koka média KOK 2139
- 1999 - Happy groovin, Koka média KOK 2167
- 2003 - Crazy collage, Koka média KOK 2224
- 2005 - Symphonie scènes, Encore merci Music shop/44
- 2005 - Eternal sunshine, Koka media KOK 2256
- 2009 - Funtastique, De Wolfe en collaboration avec Georges Bodossian
- 2010 - Smile and whistle, De Wolfe Dwcd 0538. en collaboration avec Georges Bodossian
- 2011 - Universal News, Encore Merci en collaboration avec Georges Bodossian. Music shop 64
- 2017 - Trendy Humor and Irony, SCDV 0658 VOL I, Sonoton
- 2017 - Trendy Humor and Irony, SCDV 0886 VOL II, Sonoton
- 2020 - Overview, Gum Collections,  GUM-7175
- 2022 - Dramedy and mystery, Galerie Universal, GAL264

### Musique de spectacle
- 1980 – 1992 : Cirque de Barbarie (4 spectacles)
- 1994 : Holiday Parc Aquascan (spectacle son et lumière aquatique par ECA2, produit par Yves Pepin), Taïwan

## Réalisation de clips
- 2016 : Hey Long Kiang, réalisé avec Gallien Guibert (Prime à la qualité CNC)
- 2020 : Les rêves et le Vent
- 2022 : La DK Danse